# Барт, Карл Генрих
Карл Генрих Барт (нем. Karl Heinrich Barth; 12 июля 1847, Пиллау, Восточная Пруссия — 23 декабря 1922, Берлин) — немецкий пианист и музыкальный педагог.

## Биография
Начал учиться музыке у своего отца, затем в 1856—1862 гг. продолжил занятия в Потсдаме у Людвига Штайнмана. Позднее занимался под руководством Ганса фон Бюлова, Ганса Бронзарта фон Шеллендорфа и Карла Таузига; изучал также композицию у Адольфа Маркса. С успехом гастролировал по Европе, много выступал в дуэте с Йозефом Иоахимом и в составе фортепианного трио с Генрихом де Аной и Робертом Хаусманом. Был известен как пропагандист фортепианных сочинений Иоганнеса Брамса. Подготовил издание клавирных произведений Доменико Скарлатти (1901).
С 1868 г. преподавал в Консерватории Штерна, затем в 1871—1921 гг. в Берлинской Высшей школе музыки, с 1881 г. профессор, с 1910 г. возглавлял фортепианное отделение. Среди учеников Барта — Артур Рубинштейн, Вильгельм Кемпф, Генрих Нейгауз, Эрвин Бодки.
Выступал также как композитор.